# 卡拉潘
卡拉潘（英语：Calapan）是菲律宾民马罗巴区的区域中心和东民都洛省的省会，位于民都洛岛东北端，始建于1917年，1998年升级为市，2007年人口为124,173人，是一个港口城市，经济产业主要是农业和渔业，机械制造及旅游业发展也很快。